# Шайдуровский сельсовет (Ордынский район)
Шайдуровский сельсовет — сельское поселение в Ордынском районе Новосибирской области Российской Федерации.
Административный центр — посёлок Шайдуровский.

## История
Статус и границы сельского поселения установлены Законом Новосибирской области от 2 июня 2004 года № 200-ОЗ «О статусе и границах муниципальных образований Новосибирской области»

## Население
| 2002 | 2010 | 2012 | 2013 | 2014 | 2015 | 2016 |
| ---- | ---- | ---- | ---- | ---- | ---- | ---- |
| 568  | ↘512 | ↗523 | ↗530 | ↘521 | ↘506 | ↘489 |
| 2017 | 2018 | 2019 | 2020 | 2021 |      |      |
| ↘487 | ↘470 | ↘463 | ↗464 | ↘458 |      |      |

## Состав сельского поселения
| № | Населённый пункт | Тип населённого пункта          | Население |
| - | ---------------- | ------------------------------- | --------- |
| 1 | Шайдуровский     | посёлок, административный центр | ↘458      |